# روزهای کودکی
روزهای کودکی (ژاپنی: 少年時代) فیلمی ژاپنی در ژانر درام به کارگردانی ماساهیرو شینودا است که در سال ۱۹۹۰ منتشر شد. از بازیگران آن می‌توان به شیما ایواشیتا و هیدجی اوتاکی اشاره کرد. روزهای کودکی در مراسم جایزه آکادمی فیلم ژاپن به‌عنوان بهترین فیلم انتخاب شد.